# Tylochromis
Genre
Tylochromis est un genre de poissons appartenant à la famille des Cichlidae. Selon Stiassny (1989), on en rencontre environ dix-huit espèces réparties dans toute l'Afrique, quatre d'entre elles en Afrique de l'Ouest.

## Reproduction
Les Tylochromis sont des incubateurs buccaux.

## Liste d'espèces
Selon ITIS et FishBase :
- Tylochromis aristoma Stiassny, 1989
- Tylochromis bangwelensis Regan, 1920
- Tylochromis elongatus Stiassny, 1989
- Tylochromis intermedius (Boulenger, 1916)
- Tylochromis jentinki (Steindachner, 1894)
- Tylochromis labrodon Regan, 1920
- Tylochromis lateralis (Boulenger, 1898)
- Tylochromis leonensis Stiassny, 1989
- Tylochromis microdon Regan, 1920
- Tylochromis mylodon Regan, 1920
- Tylochromis polylepis (Boulenger, 1900)
- Tylochromis praecox Stiassny, 1989
- Tylochromis pulcher Stiassny, 1989
- Tylochromis regani Stiassny, 1989
- Tylochromis robertsi Stiassny, 1989
- Tylochromis sudanensis Daget, 1954
- Tylochromis trewavasae Stiassny, 1989
- Tylochromis variabilis Stiassny, 1989

## Espèces deTylochromisd'Afrique de l'Ouest.
- Tylochromis jentinki
- Tylochromis intermedius
- Tylochromis sudanensis
- Tylochromis leonensis

## EspèceTylochromisdu reste de l'Afrique
- Tylochromis polylepis